# Coro de Madrigalistas de Bellas Artes
El Coro de Madrigalistas de Bellas Artes es una agrupación de música coral perteneciente al Instituto Nacional de Bellas Artes de México.
Fue fundado en 1938 por Luis Sandi Meneses. En su repertorio se incluye música coral de muchas épocas y países, desde la época antigua hasta la contemporánea. Muchas autoras y autores mexicanos han compuesto piezas para que el coro las interprete o las estrene. Lo integran 30 personas: 28 cantantes de distintas tesituras, un pianista acompañante y el director (Carlos Aranzay, en julio del 2025).
Algunos de sus directores, titulares o invitados, han sido los músicos Jesús Macías, Jesús Carreño, Rufino Montero, Pablo Puente, Jorge Córdoba, Antonio Lopezríos, Samuel Pascoe, Digna Guerra, Horacio Franco, James Demster, Jorge Medina Leal y Rodrigo Cadet.